# Okrągłogłowi

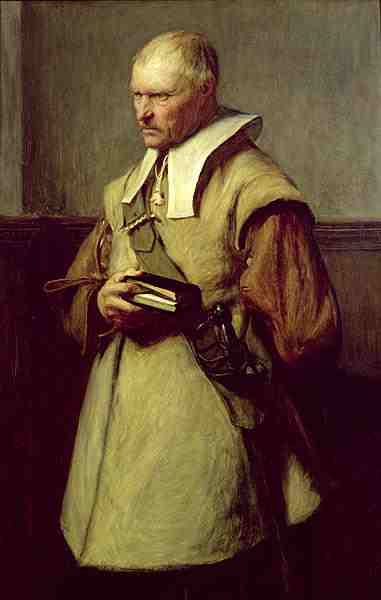
„Okrągłogłowy” purytanin z wojsk parlamentu (mal. John Pettie)

Okrągłogłowi (ang. Roundheads) – potoczna nazwa purytańskich zwolenników parlamentu podczas angielskiej wojny domowej. 
Określenie to powstało pod koniec 1642 r. podczas grudniowych starć demonstrantów w Londynie, kiedy to wzajemnie nadawano sobie obelżywe przezwiska. Pogardliwa nazwa odnosiła się do strzygących krótko włosy purytanów, którzy niekorzystnie różnili się tym od rojalistycznych „kawalerów” (cavaliers), z reguły noszących (jako dworska szlachta) długie włosy, zgodnie z zachodnioeuropejską modą XVII wieku. Stronnicy króla stosowali wobec przeciwników to umowne określenie przez cały okres konfliktu, jakkolwiek noszenie krótko obciętych włosów nie było wśród nich regułą (cechowało głównie pobożnych purytanów). Z kolei szydercze tytułowanie rojalistów „kawalerami” odnosiło się do ich (w większości) szlacheckiego pochodzenia. W obiegu były wówczas również inne obelżywe określenia, np. „papistowskie psy” (dla rojalistów) i „buntowniczy hultaje” (rebel rogues) – dla stronników parlamentu. 